# コズミックフロント
『コズミック フロント』は、NHK BSプレミアムにて放送されている科学番組である。

## 概要
BSプレミアムの7つのジャンルのひとつ「宇宙」をテーマとする番組として、BSプレミアム開始と同時期に放映が開始された。宇宙科学、天文学や、宇宙に関する科学史・技術史などを扱う。
4年間の放送後、『コズミックフロント☆NEXT』としてリニューアルされ、本編を10分間や15分間に短くまとめたスピンオフ番組「コズミック フロント・スターズ」があり、本番組終了後も散発的に放送される。
現在は番組名を再び『コズミックフロント』に戻した。

## 放送時間
- 2011年4月 - 2012年3月
本放送
火曜 21:00 - 21:57
再放送
土曜 0:00 - 0:57
翌週月曜 8:30 - 9:27

- 2012年4月 - 2015年3月・2021年
本放送
木曜 22:00 - 22:59
本放送枠でもしばしば以前の回の再放送がされる。
※2023年11月23日(木)22:00 - 22:59の放送を以って終了。
再放送
翌週月曜 23:45 - 24:44
翌週火曜 8:00 - 8:59
第118回は2015年3月26日(木) 22:00 - 23:00に放送されたが、最終回・第119回は2時間45分後の2015年3月27日(金) 深夜1:45 - 2:45に放送された。

## DVD
- 「コズミックフロント DVD-BOX」全5枚（Vol.1〜Vol.5）+特典CDセット （2012年2月）
- 「コズミックフロント Vol.1 ハッブル宇宙望遠鏡 銀河の泡の謎に挑む」（2012年2月）
- 「コズミックフロント Vol.2 月への翼を手に入れろ!〜史上最大のエンジンはこうして作られた〜」（2012年2月）
- 「コズミックフロント Vol.3 人類の夢を紡いだ宇宙船〜スペースシャトル30年の軌跡〜」（2012年2月）
- 「コズミックフロント Vol.4 IMPACT（インパクト） 迫りくる天体衝突」（2012年2月）
- 「コズミックフロント Vol.5 大冒険!はやぶさ 太陽系の起源を見た」（2012年2月）